# Alexander Schweizer (Militärhistoriker)
Alexander Schweizer (* 7. April 1843 in Zürich; † 18. September 1902 ebenda; heimatberechtigt in Zürich) war ein Schweizer Militärwissenschaftler und Hochschullehrer.

## Leben
Alexander Schweizer war Sohn des Theologen Alexander Schweizer und der Rosine, geborene Hürlimann, und Enkel des Johann Jakob Hürlimann. Sein Bruder war der Archivar und Historiker Paul Schweizer. Schweizer war ab 1870 mit Anna Maria Hirzel, der Tochter des Hans Konrad, verheiratet. Er absolvierte eine kaufmännische Ausbildung und war Eigentümer einer Baumwollagentur.

## Schaffen
Schweizer war von 1874 bis 1890 Mitarbeiter des Generalstabchefs für Dienstorganisation und Ausbildung von Generalstabsoffizieren. Er wurde 1875 Generalstabsoffizier. Zwischen 1891 und 1901 war er Kommandant der 4. Division. Am Polytechnikum Zürich war Schweizer von 1897 bis 1902 Vorsteher der neu geschaffenen militärwissenschaftlichen Abteilung für Instruktionsoffiziere. Ebenda war er von 1898 bis 1902 ordentlicher Professor für Militärwissenschaften. Er war Verfasser militärhistorischer Studien.